# Wanaraya
Wanaraya is een bestuurslaag in het regentschap Lahat van de provincie Zuid-Sumatra, Indonesië. Wanaraya telt 1781 inwoners (volkstelling 2010).